# My Summer Car
A My Summer Car egy nyitott világú, autószerelős és túlélős játék, amelyet a Finn fejlesztő, Johannes Rojola (más néven TopLessGun vagy RoyalJohnLove), az Amistech Games finn fejlesztője fejleszt. A játék 2016. október 24-én jelent meg a Steam Early Access programjában, és várhatóan 2022-ben kerül ki a korai hozzáférésből.

## Játékmenet és helyszín

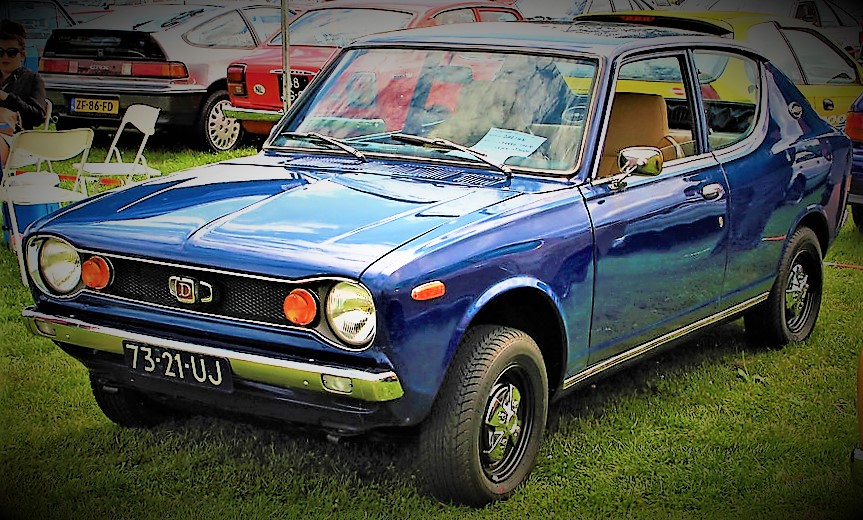
A Datsun 100A, amelyről a játék fő autóját mintázták.

A My Summer Car a Finnországi Peräjärvi fiktív területén játszódik 1995 nyarán. A főszereplő egy 18 éves fiatalember, aki a családja házában lakik amíg a szülei Tenerifén nyaralnak. A játékosnak össze kell szerelnie, helyre kell állítania és fejlesztenie kell egy autót, a Satsuma AMP-t (amit a Datsun 100A-ról mintáztak). Ehhez a játékosnak a garázsban található autóalkatrészeket kell használnia, valamint időnként új alkatrészeket kell rendelnie egy katalógusból.
A játék kezdetén az autó teljesen szét van szedve, és a játékosnak minden egyes alkatrészt a megfelelő helyre kell helyeznie, a csavarokat pedig a megfelelő méretű csavarkulcsokkal kell becsavaroznia. A játékos nem kap semmilyen útmutatást a játékból arra vonatkozóan, hogy hogyan építse meg az autót. Bár a legtöbb alkatrész csak helyesen illeszkedik egymáshoz, lehetséges, hogy az autót helytelenül szereljük össze, ha kihagyunk vagy helytelenül helyezünk el olyan alkatrészeket, mint például egy motordugó tömítést vagy egy csavart. Az autó nem megfelelő összeszerelése a jármű meghibásodásához vezethet, ha az autót vezetik. Az összeszerelés mellett a játékosnak benzinnel, motorolajjal, hűtőfolyadékkal és fékfolyadékkal is el kell látnia az autót.
A jármű építése mellett a játékosnak a játék különböző túlélési szempontjaival is foglalkoznia kell, például az éhség, a szomjúság, a fáradtság, a vizelet, a stressz és a koszosság kiegyensúlyozása. Szükségleteinek kielégítése érdekében a játékos élelmiszert, italokat és egyéb dolgokat vásárolhat a boltban. A játékos használhatja a háza berendezéseit is, például a mosdót, a zuhanyzót, a szaunát, a WC-t és az ágyat. A játékos az igényeit a tóban való úszással, alkoholfogyasztással, dohányzással vagy az autó befejezéséhez kapcsolódó feladatok sikeres elvégzésével is kielégítheti.
Hogy pénzt keressen az autóalkatrészekre, üzemanyagra és a boltban való vásárlásra, a játékos különböző mellékfeladatokat végezhet a környéken élő embereknek. A feladatokat vagy a játékos tulajdonában lévő dolgok felhasználásával, vagy a különböző előre összeszerelt járművekkel lehet elvégezni, amelyekhez a játékos hozzáférhet. A feladatok közé tartozik a tűzifa szállítása egy traktor által vontatott pótkocsival, a szomszédok szeptikus tartályainak kiürítése szippatós kocsival, a kilju (Finn házi készítésű cukorbor) készítése és árusítása, valamint egy részeg szomszéd elhozása a városi kocsmából kora reggel. Miután a Satsuma átmegy a járművizsgálaton, a játékos felszerelhet bizonyos utángyártott alkatrészeket, amelyek lehetővé teszik a játékos számára, hogy részt vegyen egy heti amatőr ralin, ahol van esélye trófeát és pénzdíjat nyerni.
Ezeken a járműveken kívül számos más járművet is szerezhet a játékos a játékban. A játékosnak rendelkezésére áll egy nagy teherbírású furgon, egy kétütemű moped és egy kétütemű motorcsónak egy közeli dokknál, amely lehetővé teszi az utazást a térképen található tavon. A játékos kölcsönkérhet egy izomautót a helyi szerelőtől, amíg az szervizeli a játékos járművét, de a szerelő összetöri a játékos járművét, ha az izomautót nem adja vissza időben. A játékos egy huszonegy kereskedőtől is nyerhet fogadással egy lerobbant kombit, amiben egy darázsfészek van. 

## Fejlesztés
A My Summer Car-t elsősorban egy kis független fejlesztőcsapat fejleszti, amely Johannes Rojolából ("ToplessGun"/"RoyalJohnLove") és Kaarina Rojolából áll, a zenénél és a szinkronhangoknál pedig harmadik felek is közreműködnek. A játék zárt fejlesztését és bétatesztelését már 2013 decemberében dokumentálták, és Rojola YouTube-csatornáján és Twitter-fiókján is láthattunk részleteket a fejlesztés előrehaladásáról. A játék korai hozzáférésű játékként jelent meg a Steam Greenlight programján keresztül 2016. október 24-én Azóta a játékot többször frissítették új funkciókkal és átdolgozásokkal.
A folytatást, a My Winter Car-t 2020. május 29-én jelentették be.

## Fogadtatás
A játék általában pozitív kritikákat kapott. Brendan Caldwell a Rock, Paper, Shotgun weboldalán a játékot „viccesnek, részletesnek és nagyon zavarosnak” nevezte. Nathan Grayson a Kotaku hasábjain írt szócikkében a játékot a „Gány és kibaszottul furcsa, de szórakoztató” jelzőkkel írta le. Caldwell, illetve Martin Robinson egy a Eurogamernek írt cikkében a Dark Soulshoz hasonlította a játék nehézségi görbéjét.
A My Summer Car számos díjat és kitüntetést is kapott a finn játékközösségtől. a 2017-es Finnish Game Awards díjátadó „2016-os év legjobb közönségkedvenc játéka” kategóriájában is az élen végzett, elnyerve ezzel a Kyöpelit díjat, illetve 2018-ban egyike volt azon száz játéknak, amit a Finnish Museum of Games beválasztott a tárlatába.

## Lásd még
- Yttilä – Peräjärvi inspirációja